# NGC 1423
NGC 1423 è una galassia a spirale barrata situata nella costellazione dell'Eridano, a una distanza di circa 299 milioni di anni luce dalla nostra Via Lattea.

## Scoperta
La galassia è stata scoperta il 31 ottobre 1886 dall'astronomo statunitense Lewis Swift.

## Descrizione
NGC 1423 presenta una larga riga a 21 cm dell'idrogeno neutro.
Il database SIMBAD la classifica come galassia LINER, cioè una galassia il cui nucleo presenta uno spettro di emissione caratterizzato da larghe righe di atomi debolmente ionizzati.

## Supernova
Il 12 ottobre 2005, all'interno di NGC 1423 è stata scoperta la supernova SN 2005gm da P. Luckas, O. Trondal e Michael Schwartz, nel corso del programma di ricerca di supernove degli Osservatori Tenagra. La supernova è stata classificata di tipo II.